# ليل ديكي
ليل ديكي (بالإنجليزية: Lil Dicky)‏ هو مغني راب وكوميديان أمريكي، اشتهر على اليوتيوب وحصد ملاين المشاهدات لصفحته . اشتهر عالميا بأغنية «نحن نحب الأرض» التي جمعت العديد من الفنانين والمشاهير ، وكان هو الشخصية الرئيسية فيها.

## وصلات خارجية
- ليل ديكي على موقع IMDb (الإنجليزية)
- ليل ديكي على موقع ميوزك برينز (الإنجليزية)
- ليل ديكي على موقع ميوزك برينز (الإنجليزية)
- ليل ديكي على موقع ميوزك برينز (الإنجليزية)
- ليل ديكي على موقع أول ميوزيك (الإنجليزية)
- ليل ديكي على موقع ديسكوغز (الإنجليزية)
- ليل ديكي على موقع ديسكوغز (الإنجليزية)
- ليل ديكي على موقع قاعدة بيانات الفيلم (الإنجليزية)

- الموقع الرسمي